# 아프리카 종단 정책

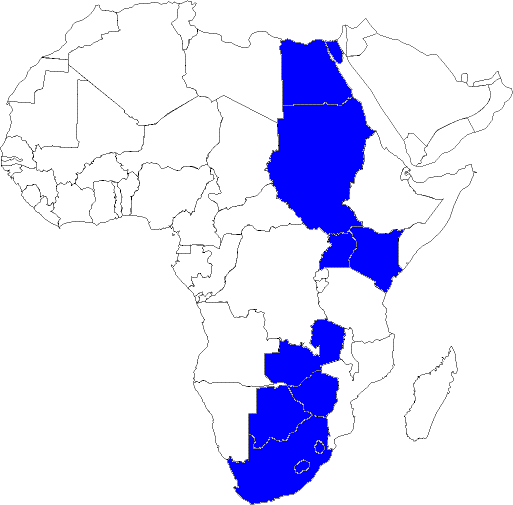
영국 아프리카 식민지

아프리카 종단 정책, 영어로는 케이프 투 카이로 정책(Cape to Cairo Policy)은 19세기 영국의 대 아프리카 정책의 하나이다. 남아공의 케이프타운부터 시작하여 이집트의 카이로로 아프리카를 횡단하는 것이 계획이었다.

## 같이 보기
- 케이프 카이로 철도
- 세실 로즈
- 3C 정책